# Arthur Hutchings
Pour les articles homonymes, voir Hutchings.
Arthur James Bramwell Hutchings  (1906–1989) est un musicologue britannique et également un compositeur et professeur de musique à l'Université de Durham, en Angleterre. 

## Biographie
Il a beaucoup écrit sur des sujets aussi variés que la musique sacrée anglaise du XIXe siècle, Schubert, Purcell, Edmund Rubbra et les concertos baroques. Mais son livre le plus connu est le Companion to Mozart's Piano Concertos, publié en 1948 et souvent réédité depuis. Parmi ses autres livres figurent The Invention and Composition of Music et Church Music in the Nineteenth Century. À la fin des années 1970, ses articles sur la musique apparaissaient régulièrement dans la revue mensuelle Records and Recording. 
Ses compositions comprennent les Seasonal Preludes pour orgue, l'ouverture Oriana Triumphans, l'opéra Marriage à la Mode et l'opérette The Plumber's Arms. Parmi ses œuvres chorales, il y a Hosanna to the Son of David, God is Gone Up, Grant Them Rest, et le Communion Service on Russian Themes. Le professeur Hutchings a servi pendant de nombreuses années à titre de directeur de la Compagnie English Hymnal (en) et plusieurs de ses morceaux ont été inclus dans le New English Hymnal (en) de 1986.

## Ouvrages
- (en) A Companion to Mozart's Piano Concertos, Oxford, Oxford University Press, 2001 (1re éd. 1948), 211 p. (ISBN 978-0-19-816708-2, OCLC 909243120)
  - Les concertos pour piano de Mozart [« A companion to Mozart's piano concertos »]  (trad. de l'anglais par Odile Demange), Arles, Actes Sud, coll. « Musique », 1991, 325 p. (ISBN 978-2-86869-763-9, OCLC 756952187, BNF 35487588)
- (en) The Baroque concerto, Londres, Faber and Faber, 1961, 363 p. (OCLC 681466334, ASIN B0000CKY9E)
  - (en) The baroque concerto, Londres, C. Scribner's Sons, 1982, 363 p. (ISBN 978-0-684-16059-7)
- Mozart, l'homme [« Mozart, The Man, the Musician »]  (trad. de l'anglais par Robert Cushman), Tours, Van de Velde, 1976, 113 p., 31 cm (ISBN 978-2-85868-025-2, OCLC 876991570, BNF 34695172)
- Mozart, le musicien [« Mozart, The Man, the Musician »]  (trad. de l'anglais par Max Piquepé), Tours, Van de Velde, 1976, 132 p., 31 cm (ISBN 978-2-85868-025-2, OCLC 468023887, BNF 37438339)
- (en) Schubert, Everyman/Dent & Sons, coll. « The Master Musician », 1976, 233 p. (ISBN 978-0-460-02111-1, OCLC 742478813)
- (en) Church Music in the Nineteenth Century, Westport, Greenwood Press, 1977 (1re éd. 1967), 166 p. (ISBN 978-0-8371-9695-4, OCLC 2984191)
- (en) Purcell, Londres, British Broadcasting Corporation, coll. « BBC music guides », 1982, 87 p. (ISBN 978-0-563-17184-3, OCLC 438853327)